# Ascaptesyle purpurascens
Ascaptesyle purpurascens là một loài bướm đêm thuộc phân họ Arctiinae, họ Erebidae.